# فوستر روبنسون
فوستر روبنسون (1880 - 1967) (بالإنجليزية: Foster Robinson)‏ هو لاعب كريكت بريطاني وبريطاني (وحمل سابقاً جنسية المملكة المتحدة لبريطانيا العظمى وأيرلندا).